# سينترال أوكاناغان (كولومبيا البريطانية)
سينترال أوكاناغان (بالإنجليزية: Central Okanagan J)‏ هي مدينة كندية تقع في مقاطعة كولومبيا البريطانية. تبلغ مساحة هذه المدينة 1297.8077 (كم²)، ويبلغ عدد سكانها 28972 نسمة حسب إحصاء سنة 2006 م، بينما كان يسكنها 26001 نسمة في سنة 2001 م. تحتل هذه المدينة المرتبة رقم 141 بين مدن كندا حسب عدد السكان والمرتبة رقم 26 في المقاطعة. نما عدد السكان في هذه المدينة بنسبة (11.4) بين العامين المذكورين.

## وصلات خارجية
- الأطلس الحكومي لكندا
- إحصاءات كندا مع ساعة تعداد السكان